# Línea 481 (Interurbanos Madrid)
La línea 481 de la red de autobuses interurbanos de Madrid une el área intermodal de Oporto con el Hospital Severo Ochoa de Leganés.

## Características
Esta línea comunica la estación de Oporto con el Hospital Severo Ochoa, en Leganés. En dicho municipio también presta servicio a los barrios de Zarzaquemada, El Carrascal y el polígono industrial Nuestra Señora de Butarque. Une las dos cabeceras en aproximadamente 45 minutos.
Desde el 10 de mayo de 2007 hasta el 8 de enero de 2013 la cabecera de la línea en Madrid se situaba en el nivel -1 del intercambiador de Plaza Elíptica.
Está operada por la empresa Martín mediante la concesión administrativa VCM-404 - Madrid – Leganés – Fuenlabrada (Viajeros Comunidad de Madrid) del Consorcio Regional de Transportes de Madrid.

## Horarios
| Lunes a viernes laborables (Vigente de 1 de septiembre a 15 de julio) |
| A 6:00 - 6:20 - 6:50                                                  |
| De 7:15 a 21:31 cada 15-23 minutos                                    |
| A 21:59 - 22:23 - 22:51 - 23:21 - 24:00                               |
| Lunes a viernes laborables (Vigente de 16 de julio a 31 de agosto)    |
| De 6:00 a 24:00 cada 20-25 minutos                                    |
| Sábados laborables (Vigente de 1 de septiembre a 15 de julio)         |
| De 6:00 a 7:30 cada 30 minutos                                        |
| De 8:30 a 22:40 cada 25-35 minutos                                    |
| A 23:20 - 24:00                                                       |
| Sábados laborables (Vigente de 16 de julio a 31 de agosto)            |
| De 6:00 a 18:39 cada 33 minutos                                       |
| De 19:00 a 21:30 cada 21-32 minutos                                   |
| De 22:00 a 24:00 cada 30 minutos                                      |
| Domingos y festivos (Vigente de 1 de septiembre a 15 de julio)        |
| De 8:30 a 22:40 cada 20-30 minutos                                    |
| A 23:20 - 24:00                                                       |
| Domingos y festivos (Vigente de 16 de julio a 31 de agosto)           |
| De 8:30 a 24:00 cada 30-40 minutos                                    |

| Lunes a viernes laborables (Vigente de 1 de septiembre a 15 de julio) |
| De 5:20 a 20:17 cada 15-23 minutos                                    |
| A 20:45 - 21:13 - 21:41 - 22:11 - 22:46 - 23:20                       |
| Lunes a viernes laborables (Vigente de 16 de julio a 31 de agosto)    |
| De 5:20 a 21:15 cada 19-25 minutos                                    |
| A 21:45 - 22:10 - 22:35 - 23:00 - 23:20                               |
| Sábados laborables (Vigente de 1 de septiembre a 15 de julio)         |
| De 5:30 a 21:35 cada 25-35 minutos                                    |
| A 22:20 - 23:00                                                       |
| Sábados laborables (Vigente de 16 de julio a 31 de agosto)            |
| De 5:30 a 22:00 cada 31-35 minutos                                    |
| A 22:30 - 23:00                                                       |
| Domingos y festivos (Vigente de 1 de septiembre a 15 de julio)        |
| De 7:20 a 21:40 cada 20-30 minutos                                    |
| A 22:20 - 23:00                                                       |
| Domingos y festivos (Vigente de 16 de julio a 31 de agosto)           |
| De 7:20 a 23:00 cada 33-39 minutos                                    |

## Recorrido y paradas
El itinerario comienza en la Estación de Oporto, y sigue por la calle Oca, Glorieta del Ejército, calle Nuestra Señora de Fátima, plaza de la Emperatriz y avenida Carabanchel, donde realiza una serie de paradas. En Leganés circula por las calles Monegros, Rioja, Somontano, Avda. de Europa, Avda. de Gran Bretaña, Francia, Portugal, Parquesur, Alemania, Avda. de Europa, Avda. de la Lengua Española, Juan de la Cierva, Rey Pastor, Torres Quevedo, Julio Palacios, Severo Ochoa, M-406, Avda del Museo, Doctor Fleming, y llega a su cabecera en el Hospital Severo Ochoa de Leganés.

### Sentido Leganés
| Código | Parada                                         | Común con                   | Conexiones con Metro y Cercanías | Municipio | Zona |
| ------ | ---------------------------------------------- | --------------------------- | -------------------------------- | --------- | ---- |
| 5600   | Gta. Valle del Oro - Gral. Ricardos            | 55 486                      | Oporto                           | Madrid    |      |
| 12697  | Oca - Matilde Hernández                        | 486                         |                                  | Madrid    |      |
| 3715   | Vista Alegre                                   | 486                         | Vista Alegre                     | Madrid    |      |
| 7562   | Guabairo - Carabanchel                         | 486                         | Carabanchel                      | Madrid    |      |
| 7603   | Guabairo - Centro Comercial                    | 486                         |                                  | Madrid    |      |
| 1152   | Polideportivo La Mina                          | 35 486                      |                                  | Madrid    |      |
| 1156   | Eugenia de Montijo - Fátima                    | 35 486                      |                                  | Madrid    |      |
| 379    | Plaza del Parterre                             | 35 47 482 486 491 492 493   |                                  | Madrid    |      |
| 4019   | Metro Carabanchel Alto                         | 35 47 482 491 492 493       | Carabanchel Alto                 | Madrid    |      |
| 1158   | Avenida Carabanchel Alto-Gómez Arteche         | 35 47 482 491 492 493       |                                  | Madrid    |      |
| 07571  | Av. Carabanchel Alto - Allariz                 | 482 491 492 493             |                                  | Madrid    |      |
| 07567  | Av. Carabanchel Alto - Carpio y Torta          | 482 491 492 493             |                                  | Madrid    |      |
| 16165  | Av. Carabanchel Alto - Av. La Peseta           | 482 491 492 493             |                                  | Madrid    |      |
| 08199  | Ctra. M421 - Montejano                         | 482 491 492 493             |                                  | Madrid    |      |
| 08203  | Ctra. M421 - Deportivo Butarque                | 482 491 492 493             |                                  | Leganés   |      |
| 08205  | Ctra. M421 - C.C. Plaza Nueva                  | 480 482 484 485 491 492 493 |                                  | Leganés   |      |
| 09512  | Monegros - Av. Rey Juan Carlos I               | 483 497 1                   | Julián Besteiro                  | Leganés   |      |
| 08352  | Rioja - La Sagra                               | 488                         |                                  | Leganés   |      |
| 07925  | Rioja - Serena                                 |                             |                                  | Leganés   |      |
| 07931  | Rioja - Lora                                   | 480 484 488                 |                                  | Leganés   |      |
| 07928  | Rioja - Colegio                                | 432 480 483 484 488         |                                  | Leganés   |      |
| 07952  | Rioja - Almunia                                | 432 480 483 484 488         |                                  | Leganés   |      |
| 07954  | Rioja - Av. Juan Carlos I                      | 432 480 483 484 488         |                                  | Leganés   |      |
| 16211  | Monegros - Priorato                            | 480 483 484 488 1           |                                  | Leganés   |      |
| 07958  | Monegros - Mayorazgo                           | 480 483 484 488 1           |                                  | Leganés   |      |
| 07960  | Somontano - Escuela Infantil                   | 480 488 497                 |                                  | Leganés   |      |
| 09073  | Av. Europa - Est. Zarzaquemada                 | 485 488 497                 | Zarzaquemada                     | Leganés   |      |
| 09074  | Av. Francia - Polonia                          | 488 497                     |                                  | Leganés   |      |
| 09517  | Av. Portugal - Centro de salud                 | 488 497                     |                                  | Leganés   |      |
| 07972  | Av. Portugal - Av. Bélgica                     | 488 497                     |                                  | Leganés   |      |
| 09514  | Av. Bélgica - Correos                          |                             |                                  | Leganés   |      |
| 09516  | Av. Gran Bretaña - C.C. Parquesur              | 485 1                       |                                  | Leganés   |      |
| 09076  | Av. Rey Juan Carlos I - Est. El Carrascal      | 485 488                     | El Carrascal                     | Leganés   |      |
| 07981  | Av. Bélgica - Biblioteca                       | 432 1                       |                                  | Leganés   |      |
| 07979  | Av. Alemania - Instituto                       | 432 1                       |                                  | Leganés   |      |
| 07977  | Av. Alemania - Av. Francia                     | 432 1                       |                                  | Leganés   |      |
| 07950  | Av. Alemania - Av. Europa                      |                             |                                  | Leganés   |      |
| 07944  | Av. Europa - Alcudia                           | 432                         |                                  | Leganés   |      |
| 07947  | Av. Europa - Centro de salud                   | 432                         |                                  | Leganés   |      |
| 09520  | Rey Pastor - Juan de la Cierva                 |                             |                                  | Leganés   |      |
| 18329  | Torres Quevedo - Rey Pastor                    |                             |                                  | Leganés   |      |
| 18328  | Julio Palacios - Pol. Ind. Ntra. Sra. Butarque |                             |                                  | Leganés   |      |
| 18326  | Julio Palacios - Centro Comercial              |                             |                                  | Leganés   |      |
| 07936  | Av. Museo - Centro de mayores                  | 450 468 483 1               |                                  | Leganés   |      |
| 07896  | Av. Museo - Pza. Joan Manuel Serrat            | 450 468 483 1               | Casa del Reloj                   | Leganés   |      |
| 07890  | Av. Doctor Fleming - Garcilaso                 | 468                         |                                  | Leganés   |      |
| 07934  | Av. Doctor Fleming - Colegio                   | 468                         |                                  | Leganés   |      |
| 15334  | Av. Fuenlabrada - Hospital Severo Ochoa        | 468 485 491 492 493 497     | Hospital Severo Ochoa            | Leganés   |      |

### Sentido Madrid
| Código | Parada                                         | Común con                        | Conexiones con Metro y Cercanías | Municipio | Zona |
| ------ | ---------------------------------------------- | -------------------------------- | -------------------------------- | --------- | ---- |
| 15334  | Av. Fuenlabrada - Hospital Severo Ochoa        | 468 485 491 492 493 497          | Hospital Severo Ochoa            | Leganés   |      |
| 07864  | Av. Doctor Fleming - Colegio                   | 468                              |                                  | Leganés   |      |
| 07891  | Av. Doctor Fleming - Constitución de Cádiz     | 468                              |                                  | Leganés   |      |
| 07895  | Av. Museo - Pza. Joan Manuel Serrat            | 450 468 483 1                    | Casa del Reloj                   | Leganés   |      |
| 07937  | Lugo - Centro de mayores                       | 450 468 483 1                    |                                  | Leganés   |      |
| 18325  | Julio Palacios - Centro Comercial              |                                  |                                  | Leganés   |      |
| 18327  | Julio Palacios - Pol. Ind. Ntra. Sra. Butarque |                                  |                                  | Leganés   |      |
| 08353  | Torres Quevedo - Guardia Civil Tráfico         |                                  |                                  | Leganés   |      |
| 09521  | Rey Pastor - Juan de la Cierva                 |                                  |                                  | Leganés   |      |
| 07948  | Av. Europa - Centro de salud                   | 432                              |                                  | Leganés   |      |
| 07949  | Av. Europa - Av. Alemania                      | 432                              |                                  | Leganés   |      |
| 07978  | Av. Alemania - Av. Francia                     | 432 1                            |                                  | Leganés   |      |
| 07980  | Av. Alemania - Colegio                         | 432 1                            |                                  | Leganés   |      |
| 07982  | Av. Bélgica - Biblioteca                       | 432 1                            |                                  | Leganés   |      |
| 09077  | C.C. Parquesur - Est. El Carrascal             | 432 485 488 497 1                | El Carrascal                     | Leganés   |      |
| 09079  | Av. Gran Bretaña - C.C. Parquesur              | 485 497 1                        |                                  | Leganés   |      |
| 09513  | Av. Bélgica - Correos                          | 497                              |                                  | Leganés   |      |
| 07973  | Av. Portugal - Av. Bélgica                     | 488 497                          |                                  | Leganés   |      |
| 07971  | Av. Portugal - Av. Francia                     | 488 497                          |                                  | Leganés   |      |
| 09075  | Av. Francia - Polonia                          | 488 497                          |                                  | Leganés   |      |
| 07969  | Av. Europa - Est. Zarzaquemada                 | 480 488 497                      | Zarzaquemada                     | Leganés   |      |
| 07959  | Somontano - Priorato                           | 480 488 497                      |                                  | Leganés   |      |
| 07957  | Monegros - Mayorazgo                           | 480 483 484 488 1                |                                  | Leganés   |      |
| 07955  | Monegros - Av. Rey Juan Carlos I               | 480 483 484 488 1                |                                  | Leganés   |      |
| 07953  | Rioja - Av. Rey Juan Carlos I                  | 432 480 483 484 488              |                                  | Leganés   |      |
| 07951  | Rioja - Alcudia                                | 432 480 483 484 488              |                                  | Leganés   |      |
| 07927  | Rioja - Colegio                                | 432 480 483 484 488              |                                  | Leganés   |      |
| 07932  | Rioja - Lora                                   | 480 484 488                      |                                  | Leganés   |      |
| 07926  | Rioja - Serena                                 | 488                              |                                  | Leganés   |      |
| 07933  | Rioja - La Sagra                               | 488                              |                                  | Leganés   |      |
| 09511  | Monegros - Av. Rey Juan Carlos I               | 483 497 1                        | Julián Besteiro                  | Leganés   |      |
| 08206  | Ctra. M421 - C.C. Plaza Nueva                  | 480 482 484 485 491 492 493      |                                  | Leganés   |      |
| 15333  | Ctra. M421 - Polideportivo                     | 482 491 492 493                  |                                  | Leganés   |      |
| 16166  | Av. Carabanchel Alto - Av. La Peseta           | 482 491 492 493                  |                                  | Madrid    |      |
| 07547  | Av. Carabanchel Alto - Av. Euro                | 482 491 492 493                  |                                  | Madrid    |      |
| 07572  | Av. Carabanchel Alto - Allariz                 | 482 491 492 493                  |                                  | Madrid    |      |
| 07570  | Av. Carabanchel Alto - Chirimoya               | 482 491 492 493                  |                                  | Madrid    |      |
| 4020   | Avenida Carabanchel Alto - Nº44                | 35 47 482 491 492 493            | Carabanchel Alto                 | Madrid    |      |
| 378    | C/ Eugenia de Montijo - Plaza del Parterre     | 34 35 47 139 482 486 491 492 493 |                                  | Madrid    |      |
| 1157   | Nª Señora de la Fátima - Eugenia de Montijo    | 35 486                           |                                  | Madrid    |      |
| 1153   | Nª Señora de la Fátima - Monseñor Óscar Romero | 35 486                           |                                  | Madrid    |      |
| 589    | Nª Señora de la Fátima - Fontiveros            | 17 35 486                        |                                  | Madrid    |      |
| 7605   | Oca - Est. Carabanchel                         | 486                              | Carabanchel                      | Madrid    |      |
| 3716   | Oca - Pinzón                                   | 486                              | Vista Alegre                     | Madrid    |      |
| 2548   | Oca-Matilde Hernández                          | 55 486                           |                                  | Madrid    |      |
| 5600   | Gta. Valle del Oro - Gral. Ricardos            | 55 486                           | Oporto                           | Madrid    |      |